# Eu sunt Malala
Eu sunt Malala: Povestea fetei care a luptat pentru educație și a fost împușcată de talibani (în engleză I Am Malala: The Story of the Girl Who Stood Up for Education and was Shot by the Taliban) este o carte autobiografică scrisă de Malala Yousafzai, în colaborare cu Christina Lamb, scriitoare și jurnalistă britanică. A fost publicată pe 8 octombrie 2013 de Editura Weidenfeld & Nicolson în Regatul Unit și de Editura Little, Brown and Company în SUA.
Cartea descrie în detaliu copilăria Malalei, activitatea tatălui ei în rețeaua de școli înființate, ascensiunea și căderea organizației Tehrik-i-Taliban Pakistan în Valea Swat și tentativa de asasinat împotriva Malalei din 9 octombrie 2012, când avea de 15 ani, din cauza luptei ei pentru educația feminină. Cartea a fost bine primită de critici și a câștigat mai multe premii, chiar dacă a fost interzisă în multe școli din Pakistan.

## Rezumat
Prima parte cuprinde viața Malalei Yousafzai „Înainte de talibani”. Ea descrie casa în care a copilărit în Valea Swat. Numită după Malalai din Maiwand, eroul poporului din Afganistan, ea locuia cu tatăl ei Ziauddin, mama ei Toor Pekai și doi frați mai mici, Khushal și Atal. Tatăl lui Ziauddin, Rohul Amin, fusese imam și profesor. Ziauddin absolvise un master în engleză la Colegiul Jehanzeb. A deschis școala Khushal împreună cu un colaborator, pe nume Naeem, care mai târziu a renunțat din cauza dificultăților financiare. Ziauddin a găsit un nou colaborator, Hidayatullah, iar treptat școala a început să aducă profit. Pe măsură ce Ziauddin deschidea mai multe școli, Toor Pekai aducea copii nevoiași să locuiască cu ei, iar Ziauddin acorda locuri gratuite în școlile sale copiilor săraci. Yousafzai descrie schimbarea regimurilor politice din Pakistan, primele atacuri cu drone din Pakistan în 2004, după atentatele din 11 septembrie 2001.
Partea a doua, „Valea morții”, detaliază ascensiunea Tehrik-i-Taliban Pakistan în Swat. În 2006, liderul militant Fazlullah a lansat o emisiune populară „Radio Mullah”, care inițial oferea sfaturi cu privire la chestiuni precum ritualuri religioase și abstinența de la droguri, dar a continuat cu condamnarea muzicii și a dansului și cu reguli de respectat de către femeile casnice. Cartea descrie, de asemenea, războiul care continuă în nord-vestul Pakistanului și întoarcerea lui Benazir Bhutto în Pakistan, care a culminat cu asasinarea ei. Talibanii au început să comită alte crime, precum asasinarea cântăreței și dansatoarei Shabana, iar Ziauddin Yousafzai a continuat activismul deschis. În timpul primei bătălii din Swat, Malala a început să scrie un blog BBC Urdu sub pseudonimul „Gul Mukai”. În 2009 școala ei este închisă în urma unui edict taliban, iar familia ei este forțată să se mute la Shangla pentru trei luni.
Partea a treia este intitulată „Trei gloanțe, trei fete”. Până în august 2009, armata reușise să îi învingă pe talibanii din Swat, iar familia Yousafzai s-a întors. Școala Malalei s-a redeschis, iar ea a vizitat Islamabad cu prietenii de la școală, s-a întâlnit cu maiorul-general Athar Abbas și a ținut un discurs public. Alături de tatăl ei, Malala a acordat multe interviuri, criticând talibanii și ineficiența armatei. Inundațiile din Pakistan din 2010 au devastat Swat, distrugând clădiri și lăsând pe mulți fără hrană, apă curată și electricitate. Între timp, agentul CIA Raymond Davis ucide doi bărbați, iar americanii îl ucid pe Osama bin Laden, ceea ce sporește neîncrederea populației în influența americană în Pakistan. La sfârșitul anului 2011, Malala începe să primească premii pentru activismul ei. Merge la Karachi pentru a vorbi pe postul Geo TV, vizitând și mausoleul lui Muhammad Ali Jinnah. Malala începe să primească amenințări cu moartea, ceea ce îi îngrijorează pe părinții ei. După împușcarea lui Zahid Khan în august 2012, Ziauddin se aștepta să fie el următorul vizat. Și Malala începe să se teamă de un atac asupra ei. Ea învață din greu pentru examene, stând trează până noaptea târziu. După examenul de absolvire a studiilor în Pakistan din 9 octombrie, doi bărbați îi opresc autobuzul și se urcă la bord. Unul strigă „Cine este Malala?” și trage trei gloanțe.
Partea a patra se numește „Între viață și moarte”. Un glonț a trecut de la ochiul stâng al Malalei până la umărul ei, iar prietenele ei, Shazia și Kainat, au fost, de asemenea, doar rănite. Tatăl ei ținea un discurs la Asociația Școlilor Private când a aflat vestea și a fugit la spital, iar mama ei învăța să citească și a fugit acasă să se roage. Malala a fost dusă cu elicopterul la Spitalul Militar Combinat din Peshawar și apoi transportată la un spital militar din Rawalpindi. Pe 15 octombrie Malala a fost dusă la Spitalul Queen Elizabeth din Birmingham, la bordul unui avion cu reacție din Emiratele Arabe Unite, dar tatăl ei a refuzat să vină, deoarece restul familiei nu putea călători fără pașapoarte.
Partea a cincea se numește „A doua viață”. Malala s-a trezit în Birmingham pe 16 octombrie și și-a petrecut zilele următoare obsedată să-și găsească tatăl și că nu-și va putea permite tratamentul medical, deși guvernul pakistanez acoperea costurile. Malala a primit 8000 de scrisori și multe cadouri. Când s-a trezit, nu a înțeles ce însemnau toate scrisorile pe care le primise, deoarece se presupunea că totul se mușamalizase în Pakistan, astfel încât nimeni să nu știe că i s-a întâmplat ceva sau unde a fost dusă, dar cineva o văzuse decolând spre Marea Britanie și vestea s-a răspândit rapid. Familia ei a sosit în cele din urmă pe 25 octombrie. Ziua în care familia ei a ajuns la spital a fost și prima zi de la sosirea în Birmingham în care i s-a permis să se apropie de ferestre. Malala nu văzuse orașul în care se afla de 10 zile. A suferit o intervenție chirurgicală pe 11 noiembrie pentru a-i repara nervul facial; în ianuarie 2013 a fost externată, iar în februarie a suferit o intervenție chirurgicală pentru un implant cohlear. Malala locuiește acum în Birmingham, deși îi este dor de Swat și intenționează să-și continue activismul, astfel încât să poată fi cunoscută nu ca „fata care a fost împușcată de talibani”, ci ca „fata care a luptat pentru educație”.

## Publicare
Eu sunt Malala a fost publicată pe 8 octombrie 2013, de către Weidenfeld & Nicolson în Regatul Unit și Little, Brown and Company în SUA. Cartea a fost tradusă în peste 40 de limbi.
O ediție pentru copii a cărții a fost publicată în 2014 sub titlul I Am Malala: How One Girl Stood Up for Education and Changed the World (în română: Malala pentru dreptul fetelor la educație). Ediția audio a cărții, povestită de Neela Vaswani, a câștigat Premiul Grammy pentru cel mai bun album pentru copii în 2015.

## Receptare critică
Potrivit Publishers Weekly, în 2017 cartea se vânduse în aproape 2 milioane de exemplare, iar ediția pentru copii fusese tipărită în 750.000 de exemplare. În martie 2018, The Bookseller a raportat că 328.000 de exemplare ale cărții au fost vândute în Marea Britanie, înregistrând vânzări de peste 2,47 milioane de lire sterline.
Sayeeda Warsi, de la The Daily Telegraph, a acordat cărții patru stele din cinci și a scris că „Malala a transformat o tragedie în ceva pozitiv”. Entertainment Weekly a acordat cărții un „B+”, scriind că „Vocea curajoasă a Malalei poate părea puțin cam subțire aici, în Eu sunt Malala, probabil din cauza co-autoarei ei, dar mesajul ei puternic rămâne nediluat”. Publicația britanică Metro listează cartea drept una dintre „cele mai bune 20 de cărți de non-ficțiune din 2013”, precizând că povestea lui Yousafzai este „una a idealismului și a curajului încăpățânat”.
În The Observer, criticul Yvonne Roberts a lăudat munca realizată de Christina Lamb pentru a se asigura că „vocea adolescentei nu se va pierde niciodată” și a concluzionat: „cuvintele acestei eleve extraordinare sunt o amintire a tot ceea ce este mai bun în natura umană”. Fatima Bhutto din The Guardian a numit cartea „fără frică” și a afirmat că „adepții teoriei conspirației și cârcotașii ar face bine să citească această carte”, deși a criticat „vocea rigidă, atotștiutoare a unui corespondent străin”, care se amestecă cu a Malalei. În The Spectator, jurnalistul Owen Bennett-Jones descrie povestea fetei drept „uimitoare” și scrie că „pe măsură ce povestea progresează, vocea Malalei cu siguranță răzbate, clară și sfidătoare”. Marie Arana din The Washington Post a numit cartea năucitoare și a scris: „Este greu să ne imaginăm o cronică de război mai emoționantă, în afară, poate, de Jurnalul Annei Frank”.

## Reacțiile din Pakistan
Federația școlilor private All din Pakistan a anunțat că această carte va fi interzisă în cele 152.000 de instituții membre ale sale, afirmând că nu respectă islamul și ar putea avea o influență „negativă”. Editorul de investigații pakistanez, Ansar Abbasi, a comentat că lucrarea ei „oferă criticilor ei argumente „concrete” pentru a dovedi că este un „agent” al Occidentului împotriva Islamului și Pakistanului”.
După lansarea cărții, talibanii pakistanezi au dat o declarație prin care amenințau că o vor ucide pe Malala și că vor lua în vizor librăriile în care se vinde cartea.
Cartea, însă, continuă să fie disponibilă în librăriile de top. Rămâne o lectură populară în rândul oamenilor educați, în special al fetelor tinere. Mai mult, unele școli încurajează elevii să citească această carte, păstrând-o în bibliotecile lor. În Pakistan rata de alfabetizare este redusă și, prin urmare, popularitatea oricărei opere literare este condiționată de receptarea ei de către oamenii educați.

## Premii
În 2013 a primit Premiul pentru Cea mai populară carte de non-ficțiune a anului Specsavers National Book Awards.
În același an a primit Premiul pentru cea mai bună carte la categoria memorii și autobiografie la Goodreads Choice Awards.
În 2014 a ajuns pe lista cărților finaliste pentru Premiul Cartea Politică a anului, la Political Book Awards.